# Conyers Herring
William Conyers Herring (Scotia, Nueva York, EE. UU., 15 de noviembre de 1914- Palo Alto, California, EE. UU., 23 de julio de 2009) fue un físico estadounidense. Obtuvo el Premio Wolf en Física en 1984/85. Fue profesor de Física Aplicada en la Universidad de Stanford.

## Carrera académica
Conyers Herring finalizó su doctorado en Física en la Universidad de Princeton en 1937. En 1946, se unió al equipo técnico de los Laboratorios Bell en Murray Hill, New Jersey, donde permaneció hasta 1978. Luego, se unió a la Universidad de Stanford.

## Contribuciones
Conyers Herring ha desempeñado un papel importante en el desarrollo de la física del estado sólido.
Sentó las bases del cálculo de la estructura de bandas en metales y semiconductores, que culminaron en el descubrimiento del Método ortogonal de la onda plana (OPW), años de su contribución muy adelantada a su tiempo. Una gran parte de la moderna física del estado sólido proviene de este original y temprano ensayo.
Su influencia en el desarrollo de la física del estado sólido se extiende a una profunda comprensión de muchas facetas, como la física de superficies, la emisión termiónica, los fenómenos de transporte en semiconductores y las excitaciones colectivas en sólidos tales como las ondas de espín.
Creó la división de física teórica en los Laboratorios Bell Telephone. Debido a esto, todo su esfuerzo de investigación se concentra en esta institución y produjo gran parte de las investigaciones más originales en física de la materia condensada durante los últimos 30 años.
También ha tenido gran influencia en la promoción de la cooperación internacional entre científicos y gracias a su carácter y su ejemplo personal, ha sido ejemplo de un ideal algo inalcanzable de cómo debe comportarse un investigador en cualquier campo.

## Premios y honores
En 1984/85 Conyers Herring fue galardonado con el Premio Wolf de Física junto con Philippe Nozières "por sus importantes contribuciones a la teoría fundamental de los sólidos, especialmente del comportamiento de los electrones en los metales". En 1980, la Academia Nacional de Ciencias (NAS) le concedió el Premio a la Excelencia en Ciencia James Murray Luck. También fue miembro de la Academia Nacional de Ciencias y de la Academia Americana de las Artes y las Ciencias.